# Kászon-patak
A Kászon-patak (Kászon vize) az Oltba ömlő Feketeügy jobb oldali mellékvize Romániában, Hargita megyében és Kovászna megyében. Földrajzi határt képez a tőle nyugatra fekvő Torjai-hegység és a keleti felén emelkedő Székely-Kászoni-hegység között.

## Leírása
A mintegy 50 km hosszú Kászon-patak Hargita megye területén (régen Csík vármegye), a Csíki-havasokban ered, a róla elnevezett Kászoni-medencén keresztül déli irányba folyik. Az egykori Háromszék területén, Kézdivásárhelytől keletre ömlik bele a legnagyobb mellékvize, a Torja-patak, végül északnyugati irányból jobb oldalon ömlik a Feketeügybe.

## Települések a patak mentén
- Kászonfeltíz
- Kászonaltíz
- Kászonimpér
- Kászonjakabfalva
- Kézdiszárazpatak
- Kézdiszentlélek
- Kézdivásárhely